# Žrelec
Žrelec (narečno: , nem. Ebenthal in Kärnten) je naselje z dobrimi 1.000 prebivalci in občina (ok. 8.000 prebivalcev) z mešanim slovensko - avstrijskim prebivalstvom v okraju Celovec-dežela na Koroškem.

## Geografija
Naselje Žrelec v katerem živi 1.197 prebivalcev (stanje 31.12.20078) se nahaja na jugovzhodu Celovca na Celovškem polju, od katerega je oddaljen okoli 5 km, na nadmorski višini 415 mnm v vznožju vzhodnega dela Gur.

## Vasi in zaselki
Istoimenska občina, ki šteje 7.642 prebivalcev se razprostira na površini 54,99 km² in obsega naslednja naselja in zaselke v katerih živi naslednje število prebivalcev (stanje na dan 31.12.2008):
| - Breg (Rain), 1.036 - Cotarija (Zetterei), 466 - Dobje (nemško Aich), 23 - Dolnja vas (Niederdorf), 1.010 - Dvorec (Schwarz), 173 - Gaber (Haber), 39 - Goriče (Goritschach), 70 - Gradnice (Gradnitz), 313 - Haber (Hinterberg), 13 - Hovja vas (Pfaffendorf), 126 - Kajzer (Moosberg), 12 - Kozasmoje (Kosasmojach), 35 - Kozje (Kossiach), 46 - Lipica (Lipizach), 81 - Običe (Obitschach), 159 - Osojnica (Zwanzgerberg), 117 | - Podgrad (Rottenstein), 128 - Podkrnos (Gurnitz), 414 - Predel (Priedl), 109 - Radiše (Radsberg), 103 - Riharja vas (Reichersdorf), 620 - Rožnek (Rosenegg), 229 - Rute (Berg), 76 - Rute (Kreuth) 114 - Selo (Zell), 317 - Spodnje Medgorje (Untermieger), 44 - Tuce (Tutzach), 124 - Verovce (Werouzach), 40 - Vogle (Kohlsdorf), 70 - Zablate (Sabuatach), 18 - Zagorje (Saager), 16 - Zgornje Medgorje (Obermieger), 87 - Žrelec (Ebenthal), 1.197 |

## Galerija slik
- Podkrnos, Stara pivovarna
- Župnijska cerkev Mariji pomočnici v Žrelcu
- Župnijska cerkev sv. Jerneja v Zgornjih Medgorjah
- Župnijska cerkev  v Podkrnosu
- Župnijska cerkev sv. Magdaleni v Podgradu
- Župnijska cerkev Šentlambert na Radišah
- Radiše in župnijska verkev
- p.d. Tavrar na Radišah
- Žrelski slap
- Dravski most v Podgradu z Gurami
- Glina med Podkrnosom in Cotarijo
- Spomenik slovenskim deportirancem 1942, Žrelec, železniška postaja oktober 2012

## Zgodovina
Leta 860 je podaril bavarski kral Ludvik salzburškemu škofu Adalvinu velika posestva, med njimi tudi dvorec ad Gurnitz oz. Podkrnos. 984 se prvič omenja v neki listini kraj Žrelec (Schrelz). V 12. stoletju je dala Salzburška škofija zgraditi grad "Greifenfels" na severnem robu Gur. 1404 postane grad fevd viteške gospode na Suhi. Na vznožju gradu je zgradil Krištof Suški 1566 dvorec, ki je prvič imenovan 14. septembra 1567 pod imenom Žrelec. Leta 1704 so grofje rodbine Goëss kupili posestva in tako je Žrelski dvorec še danes v njihovi lasti.
Leta 1792 postane Žrelec ekspozitura in leta 1906 samostojna fara/župnija. 30 let kasnneje je Žrelec imel približno 250 prebivalcev in 40 hiš.
6. julija 1842 se je v Spodnjih Medgorjah (Untermieger) pri hiši št. 1 (po domače pri Lajrovcu) rodil krajinski slikar Marko Pernhart.
V letih 1918−1920 je potekala demarkacijska linija ob reki Glini skozi občino, južno od te linije je vsekakor živela slovenska večina v strnjeni obliki, otroci so se nemščino naučili v glavnem šele v šoli, prej jo niso znali.
14. in 15. aprila 1942 postane Žrelec prizorišče nacističnega terorja, saj so oblasti blizu želežniške postaje uredili začasno taborišče za prisilno deportirane slovenske družine, ki so bile razlastninjene in deklarirane kot narodu sovražne. SS-ovske tolpe so pripeljale 1075 Slovencev iz cele Koroške, tako da so strateško povsod širile strah in teror. Več kot polovica ujetnikov so bili otorci in mladinci. Najmlajši ujetnik je imel komaj 17 dni, najstarejši je bil star 88 let. Te deportacije so hkrati pomenile začetek masivnega orgaiziranega oboroženega odpora, ki je bistveno prispeval k osvoboditvi in ponovni ustanovitvi republike Avstrije v starih mejah. 
Radiše imajo od nekdaj svoje slovensko prosvetno društvo s stoletno tradicijo in svoj slovenski kulturni dom. 
Občina je bila ustanovljena leta 1850. Ob reformi občin leta 1972/73 sta bili priljučeni 1. januarja 1973 še občini Radiše in Medgorje, ter del Celovca, Žihpolj in Grabštanja, kar je imelo tudi narodnostnopolitične motivacije in posledice. Občina je dvojezična in ima dvojezične šole.

## Prebivalstvo
Žrelec je imel po popisu iz leta 2001 7.427 prebivalcev, od tega se jih je 4,2% izreklo za pripadnike slovenske narodne skupnosti.
Spodnja tabela prikazuje delež slovenskega prebivalstva na področju občine med letoma 1951 in 1991:
| Naselje                 | Število prebivalcev 1991 | Odstotek Slovencev 1991 | Odstotek Slovencev 1951 |
| ----------------------- | ------------------------ | ----------------------- | ----------------------- |
| Kozje/Kossiach          | 60                       | 31.7%                   | 21.3%                   |
| Rute/Kreuth             | 93                       | 72.0%                   | 86.7%                   |
| Lipica/Lipizach         | 54                       | 33.3%                   | 3.1%                    |
| Radiše/Radsberg         | 88                       | 75.0%                   | 100%                    |
| Dvorec/Schwarz          | 143                      | 12.6%                   | 29.4%                   |
| Tuce/Tutzach            | 134                      | 31.3%                   | 69.4%                   |
| Verovce/Werouzach       | 35                       | 60.0%                   | 100%                    |
| Kozasmoje/Kosasmojach   | 35                       | 0%                      | 95.0%                   |
| Kajže/Moosberg          | 14                       | 35.7%                   | 75.0%                   |
| Rute pri Medgorjah/Berg | 91                       | 17.6%                   | 76.9%                   |
| Medgorje/Mieger         | 2                        | 0%                      | 33.3%                   |
| Zagorje/Hinterberg      | 10                       | 0%                      | 35.7%                   |
| Zablate/Sabuatach       | 21                       | 0%                      | 96.2%                   |
| Vogle/Kohldorf          | 85                       | 0%                      | 95.7%                   |
| Zg. Medgorje/Obermieger | 94                       | 2.2%                    | 87.7%                   |
| Običe/Obitschach        | 139                      | 1.4%                    | 91.3%                   |
| Gaber/Haber             | 38                       | 0%                      | 92.4%                   |
| Podgrad/Rottenstein     | 148                      | 8.8%                    | 91.3%                   |
| Zagorje/Saager          | 20                       | 0%                      | 89.3%                   |

## Slovensko narečje
Občina Žrelec pripada v večjem ravninskem delu z Radišami in z Medgorjami poljanskemu govoru oz. poljanščini Celovškega Polja (oz. Celovške ravnine), ki je prehodno narečje (oz. podnarečje ali govor) med rožanščino (kateri se prišteva) in podjunščino (glej Slovenska narečja). Kot posebna različica rožanščine je bila že identificirana s strani Janeza Scheinigga in potrjena v mednarodno priznani dijalektološki disertacij dr. Katje Sturm-Schnabl. Scheinigg v svojem delu "Die Assimilation..." razdeli rožanščino v tri enote in sicer spodnji Rož, zgornji Rož in Celovška ravnina: "...Die dritte Unter-Mundart herrscht in der Ebene um Klagenfurt (kl.), sie hat mit der ersten die Aussprache des e und o gemein, unterscheidet sich aber von den beiden vorhergehenden durch die häufige Zurückziehung des Accentes, wo ihn jene auf den Endsilben haben; dies gilt namentlich vom Neutrum der Substantive und Adjktive, z.B. [...]".

## Kmečko stavbarstvo
- Arherjeva domačija v Gradnici
- Hlev v Kozasmojah
- p.d. Šubernik v Zgornjih Rutah

- p.d. Mesnar na Radišah
- Hlev v Cotariji